# Les Santes Maries de la Mar
Les Santes Maries de la Mar (en occità: lei Santei Marias de la Mar, o col·loquialment Lei Santas; a l'època medieval la Vila de la Mar o Nòstra Dòna de la Mar; oficialment en francès: Les Saintes-Maries-de-la-Mer) és una ciutat occitana i un lloc de pelegrinatge al departament de Boques del Roine i a la regió de Provença – Alps – Costa Blava. L'any 1999 tenia 2.478 habitants.
És el principal nucli de població dins de l'àrea central de la Camarga.

## Cultura

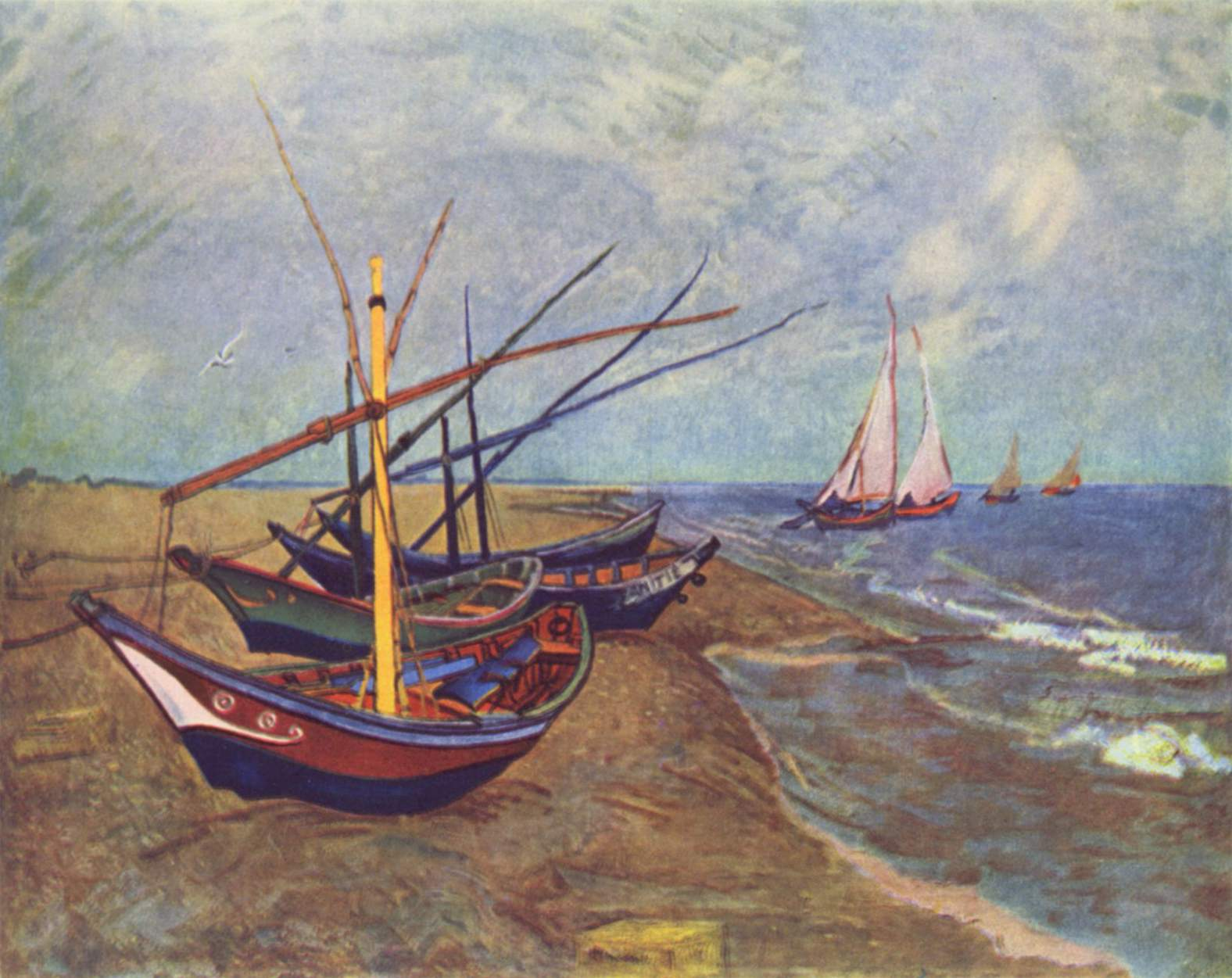
La platja de les Santes Maries de la Mar, pintada per van Gogh

L'església que dona nom al poble fou construïda prop de la desembocadura del Petit Roine, i tenia una posició estratègica important, ja que en el moment de la seva edificació, als segles ix i xii, els pirates castigaven la costa i calia defensar-se contra les invasions.
L'església domina el poble i és visible a 10 km des de l'interior. Es tracta d'una veritable fortalesa, formada d'una nau única, sense ornamentacions i de 15 m d'alçària. La teulada, a la qual s'hi accedeix, està envoltada d'un camí de ronda, amb merlets, i va servir de talaia. El cor i l'absis són superats per una torrassa en hemicicle que tanca l'antiga sala del cos de guàrdia dita «capella alta». Els murs de l'església són perforats de troneres. Servia de refugi per a la població i s'hi troba fins i tot un pou d'aigua dolça. Actualment, l'estàtua de Sara, element essencial del patrimoni dels gitanos, es troba a la cripta, a la dreta de l'altar. El pelegrinatge gitano a les Santes Maries de la Mar se celebra cada mes de maig i reuneix membres d'aquest col·lectiu de tot França, però especialment de gitanos catalans, àmpliament presents a tota la Camarga.

## Demografia
| Evolució de la població |      |      |      |      |      |      |      |       |
| 1793                    | 1800 | 1806 | 1821 | 1831 | 1836 | 1841 | 1846 | 1851  |
| 1 000                   | 644  | 783  | 530  | 543  | 837  | 910  | 669  | 1 013 |

| 1856  | 1861  | 1866  | 1872 | 1876 | 1881 | 1886  | 1891  | 1896  |
| ----- | ----- | ----- | ---- | ---- | ---- | ----- | ----- | ----- |
| 1 083 | 1 000 | 1 006 | 951  | 926  | 918  | 1 159 | 1 025 | 1 446 |

| 1901  | 1906  | 1911  | 1921  | 1926  | 1931  | 1936  | 1946  | 1954  |
| ----- | ----- | ----- | ----- | ----- | ----- | ----- | ----- | ----- |
| 1 531 | 1 439 | 1 413 | 1 352 | 1 567 | 1 723 | 1 564 | 1 687 | 2 207 |

| 1962  | 1968  | 1975  | 1982  | 1990  | 1999  | 2006 | 2011 | 2016 |
| ----- | ----- | ----- | ----- | ----- | ----- | ---- | ---- | ---- |
| 2 179 | 2 244 | 2 120 | 2 045 | 2 232 | 2 479 | -    | -    | -    |

| 2019 | - | - | - | - | - | - | - | - |
| ---- | - | - | - | - | - | - | - | - |
| -    | - | - | - | - | - | - | - | - |

## Administració
| Període   | Identitat       | Partit |
| --------- | --------------- | ------ |
| 1945-1972 | Roger Delagnes  | PS     |
| 1972-1995 | Hubert Manaud   | PS     |
| 1995-     | Roland Chassain | UMP    |